# تيموثي سكوت
تيموثي سكوت (بالإنجليزية: Timothy Scott)‏ هو ممثل أمريكي، ولد في 20 يوليو 1937 في الولايات المتحدة، وتوفي في 14 يونيو 1995 بلوس أنجلوس في الولايات المتحدة بسبب نوبة قلبية.

## أعمال

### أفلام
- (1967) خمن من سيأتي للعشاء[4]
- (1967) في دفء الليل
- (1968) الحفلة
- (1969) بوتش كاسيدي وساندانس كيد[5]
- (1978) أيام الجنة
- (1994) السماء الزرقاء

## وصلات خارجية
- تيموثي سكوت على موقع IMDb (الإنجليزية)
- تيموثي سكوت على موقع ألو سيني (الفرنسية)
- تيموثي سكوت على موقع أول موفي (الإنجليزية)
- تيموثي سكوت على موقع قاعدة بيانات الأفلام السويدية (السويدية)
- تيموثي سكوت على موقع قاعدة بيانات الفيلم (الإنجليزية)
- تيموثي سكوت على موقع كينوبويسك (الروسية)